# Traubach-le-Haut
Traubach-le-Haut is een gemeente in het Franse departement Haut-Rhin in de regio Grand Est. De plaats maakt deel uit van het arrondissement Altkirch. Traubach-le-Haut telde 636 inwoners op 1 januari 2022.

## Geschiedenis
De gemeente maakte voor 2015 deel uit van het kanton Dannemarie tot het op 22 maart 2015 werd opgeheven en de gemeenten werden opgenomen in het kanton Masevaux, dat sinds 2021 kanton Masevaux-Niederbruck heet.

## Geografie
De oppervlakte van Traubach-le-Haut bedraagt 6,91 vierkante kilometer; Op 1 januari 2022 was de bevolkingsdichtheid 92 inwoners per km².
De onderstaande kaart toont de ligging van Traubach-le-Haut met de belangrijkste infrastructuur en aangrenzende gemeenten.

## Demografie
Onderstaande figuur toont het verloop van het inwonertal.
Altenach · Ballersdorf · Balschwiller · Bellemagny · Bernwiller · Bourbach-le-Haut · Bréchaumont · Bretten · Buethwiller · Burnhaupt-le-Bas · Burnhaupt-le-Haut · Chavannes-sur-l'Étang · Dannemarie · Diefmatten · Dolleren · Eglingen · Elbach · Éteimbes · Falkwiller · Friesen · Fulleren · Gildwiller · Gommersdorf · Guevenatten · Guewenheim · Hagenbach · Le Haut Soultzbach · Hecken · Hindlingen · Kirchberg · Largitzen · Lauw · Magny · Manspach · Mertzen · Masevaux-Niederbruck · Montreux-Jeune · Montreux-Vieux · Mooslargue · Oberbruck · Pfetterhouse · Retzwiller · Rimbach-près-Masevaux · Romagny · Saint-Cosme · Saint-Ulrich · Sentheim · Seppois-le-Bas · Seppois-le-Haut · Sewen · Sickert · Soppe-le-Bas · Sternenberg · Strueth · Traubach-le-Bas · Traubach-le-Haut · Ueberstrass · Valdieu-Lutran · Wegscheid · Wolfersdorf